# Sleight - Magia
Sleight - Magia (Sleight) è un film del 2016 diretto da J. D. Dillard.

## Trama
In seguito alla morte della madre, un giovane illusionista è costretto a intraprendere attività illegali per sopravvivere . 
Quando uno spacciatore rapisce  la sorellina, il ragazzo usa le proprie abilità di mago per ritrovarla.